# 열각류

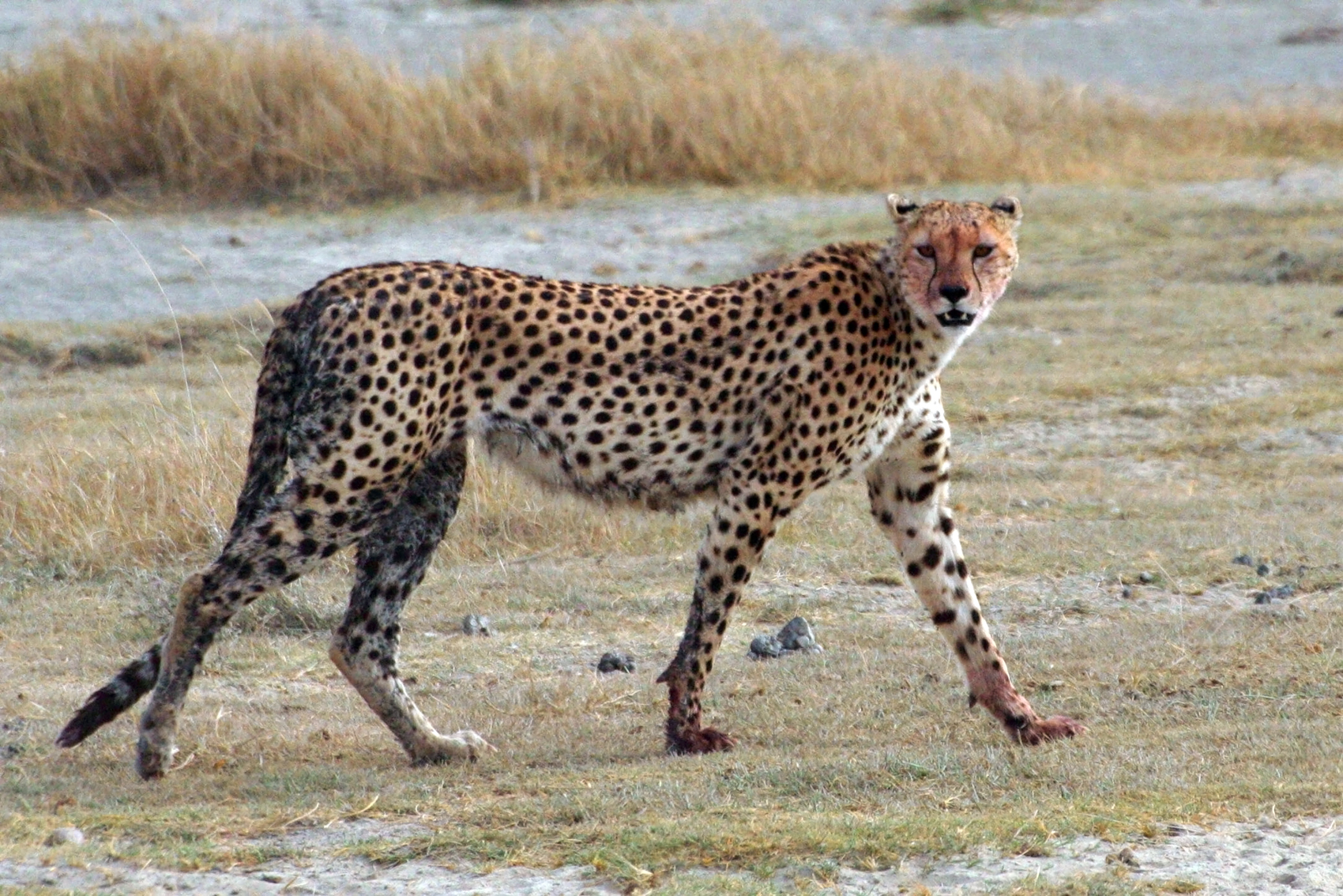

열각류(裂脚類)는 식육목의 하위 아목인 열각아목(Fissipedia)으로 분류하던 옛 분류학의 한 분류이다.
예전에는 식육목을 크게 네 다리로 걷는 열각아목과 바다에서 생활하는 기각아목으로 크게 나누었으나, 기각류가 곰과 근연 관계임이 밝혀지면서 열각류라는 분류는 사용하지 않게 되었다.